# 大兴街道 (松桃县)
大兴街道，是中华人民共和国贵州省铜仁市松桃苗族自治县下辖的一个街道办事处。
2013年5月24日，贵州省人民政府批复同意撤销大兴镇建制，设置大兴街道办事处，办事处驻大兴社区。

## 行政区划
大兴街道下辖以下地区：
大兴社区、星光村、白岩村、河界营村、高岩村、银岩村、婆洞村、中茶村和岩拉村。